# Liste der Vorsitzenden des Rates für den Handel mit Waren
Diese Liste der Vorsitzenden des Rates für den Handel mit Waren der Welthandelsorganisation führt alle Personen auf, die den Vorsitz des Rates für den Handel mit Waren der WTO innehatten.
Der Punkt Datum bezeichnet das Treffen des Allgemeinen Rates, bei dem der Konsens über die Person, die das Amt ausüben soll, festgestellt wurde.

## Liste
| Jahr        | Amtsträger                 | Nationalität | Datum             |        |
| ----------- | -------------------------- | ------------ | ----------------- | ------ |
| 1995        | Minoru Endo                | Japan        | 31. Januar 1995   | [ 1 ]  |
| 1996 – 1997 | Srinivasan Naranayan       | Indien       | 13. Dezember 1995 | [ 2 ]  |
| 1997 – 1998 | Terje Johannessen          | Norwegen     | 7. Februar 1997   | [ 3 ]  |
| 1998 – 1999 | Ronald Saborio Soto        | Costa Rica   | 19. Februar 1998  | [ 4 ]  |
| 1999 – 2000 | Roger Farrell              | Neuseeland   | 16. Februar 1999  | [ 5 ]  |
| 2000 – 2001 | Carlos Pérez del Castillo  | Uruguay      | 8. Februar 2000   | [ 6 ]  |
| 2001 – 2002 | István Major               | Ungarn       | 9. Februar 2001   | [ 7 ]  |
| 2002 – 2003 | M.Supperamaniam            | Malaysia     | 15. Februar 2002  | [ 8 ]  |
| 2003 – 2004 | Milan Hovorka              | Tschechien   | 10. Februar 2003  | [ 9 ]  |
| 2004 – 2005 | Alfredo Chiaradia          | Argentinien  | 11. Februar 2004  | [ 10 ] |
| 2005 – 2006 | Vesa Tapani Himanen        | Finnland     | 15. Februar 2005  | [ 11 ] |
| 2006 – 2007 | Yonov Frederick Agah       | Nigeria      | 8. Februar 2006   | [ 12 ] |
| 2007 – 2008 | Karsten Vagn Nielsen       | Dänemark     | 7. Februar 2007   | [ 13 ] |
| 2008 – 2009 | Karen Tan                  | Singapur     | 6. Februar 2008   | [ 14 ] |
| 2009 – 2010 | Elin Østebø Johansen       | Norwegen     | 3. Februar 2009   | [ 15 ] |
| 2010 – 2011 | Anthony Mothaw Maruping    | Lesotho      | 22. Februar 2010  | [ 16 ] |
| 2011 – 2012 | Jüri Seilenthal            | Estland      | 22. Februar 2011  | [ 17 ] |
| 2012 – 2013 | Tom Mboya Okeyo            | Kenia        | 24. Februar 2012  | [ 18 ] |
| 2013 – 2014 | Moncef Baati               | Tunesien     | 25. Februar 2013  | [ 19 ] |
| 2014 – 2015 | Joaquim Reiter             | Schweden     | 14. März 2014     | [ 20 ] |
| 2015 – 2016 | Héctor Casanueva           | Chile        | 20. Februar 2015  | [ 21 ] |
| 2016 – 2017 | Hamish McCormick           | Australien   | 24. Februar 2016  | [ 22 ] |
| 2017 – 2018 | Choi Kyonglim              | Südkorea     | 7. April 2017     | [ 23 ] |
| 2018 – 2019 | Stephen de Boer            | Kanada       | 7. März 2018      | [ 24 ] |
| 2019 – 2020 | José Luís Cancela Gómez    | Uruguay      | 28. Februar 2019  | [ 25 ] |
| 2020 – 2021 | Mikael Anzén               | Schweden     | 3. März 2020      | [ 26 ] |
| 2021 – 2022 | Lundeg Purevsuren          | Mongolei     | 4. März 2021      | [ 27 ] |
| 2022 – 2023 | Etienne Oudot De Dainville | Frankreich   | 24. Februar 2022  | [ 28 ] |
| 2023 – 2024 | Adamu Mohammed Abdulhamid  | Nigeria      | 7. März 2023      | [ 29 ] |
| 2024 – 2025 | Clare Kelly                | Neuseeland   | 22. März 2024     | [ 30 ] |
| 2025 -      | Gustavo Nerio Lunazzi      | Argentinien  | 18. Februar 2025  | [ 31 ] |